# Kevljani
Kevljani (en cirílico: Кевљани) es una aldea de la municipalidad de Prijedor, Republika Srpska, Bosnia y Herzegovina.
Incluye a las aldeas de Kevci, Hadžići, Garibovići, Jakupovići, Stari jaz, Pidići, Čehajići, Jakupovići – Poljaci, Murići y Čolići.

## Población
| Composición de la Población - Localidad de Kevljani | Composición de la Población - Localidad de Kevljani | Composición de la Población - Localidad de Kevljani | Composición de la Población - Localidad de Kevljani | Composición de la Población - Localidad de Kevljani | Composición de la Población - Localidad de Kevljani |
| --------------------------------------------------- | --------------------------------------------------- | --------------------------------------------------- | --------------------------------------------------- | --------------------------------------------------- | --------------------------------------------------- |
|                                                     | 2013                                                | 1991                                                | 1981                                                | 1971                                                | 1961                                                |
| Total                                               | 1.100                                               | 1.947 (100,0%)                                      | 1.874 (100,0%)                                      | 1.535 (100,0%)                                      | 1.288 (100,0%)                                      |
| Varones                                             | 555                                                 | -                                                   | -                                                   | -                                                   | -                                                   |
| Mujeres                                             | 545                                                 | -                                                   | -                                                   | -                                                   | -                                                   |
| Bosniacos                                           | 1.078                                               | 1.893 (97,23%)                                      | 1.824 (97,33%)                                      | 1.487 (96,87%)                                      | 1.163 (90,30%)                                      |
| Serbios                                             | 10                                                  | 36 (1,849%)                                         | 19 (1,014%)                                         | 34 (2,215%)                                         | 64 (4,97%)                                          |
| Croatas                                             | 17                                                  | 2 (0,103%)                                          | –                                                   | 2 (0,13%)                                           | -                                                   |
| Bosnios                                             | -                                                   | -                                                   | -                                                   | -                                                   | -                                                   |
| Gitanos                                             | -                                                   | -                                                   | -                                                   | -                                                   | -                                                   |
| Musulmanes                                          | -                                                   | -                                                   | -                                                   | -                                                   | -                                                   |
| Bosnio y Herzegovinos                               | -                                                   | -                                                   | -                                                   | -                                                   | -                                                   |
| Albaneses                                           | -                                                   | -                                                   | -                                                   | -                                                   | -                                                   |
| Yugoslavos                                          | -                                                   | 3 (0,154%)                                          | 26 (1,387%)                                         | 1 (0,065%)                                          | 57 (4,425%)                                         |
| Ukranianos                                          | -                                                   | -                                                   | -                                                   | -                                                   | -                                                   |
| Montenegrinos                                       | -                                                   | -                                                   | -                                                   | -                                                   | -                                                   |
| Eslovenos                                           | -                                                   | -                                                   | -                                                   | -                                                   | 3 (0,233%)                                          |
| Ortodoxos                                           | -                                                   | -                                                   | -                                                   | -                                                   | -                                                   |
| Macedonios                                          | -                                                   | -                                                   | -                                                   | -                                                   | -                                                   |
| Húngaros                                            | -                                                   | -                                                   | -                                                   | -                                                   | -                                                   |
| Otros                                               | -                                                   | 13 (0,668%)                                         | 5 (0,267%)                                          | 11 (0,717%)                                         | 1 (0,078%)                                          |
| Sin declarar                                        | 3                                                   | -                                                   | -                                                   | -                                                   | -                                                   |
| Desconocidos                                        | 1                                                   | -                                                   | -                                                   | -                                                   | -                                                   |

## Destrucción durante la Guerra de Bosnia
Según el Tribunal Penal Internacional para la ex Yugoslavia durante el juicio que declaró culpable a Ratko Mladić del crimen de genocidio entre otros, consideró probado que en los meses de verano de 1992, la nueva mezquita en Kevljani fue completamente destruida por acción de fuerzas serbiobosnias.